# Clarkston, Georgia
Clarkston är en stad (city) i DeKalb County, i delstaten Georgia, USA. Enligt United States Census Bureau har staden en folkmängd på 7 641 invånare (2011) och en landarea på 2,8 km².